# Esther Robertson
Esther Robertson Candotti (Trieste, 29 ottobre 1952) è un'ex arciera italiana.

## Carriera
Nata a Trieste nel 1952, a 31 anni ha partecipato ai Giochi Olimpici di Los Angeles 1984, unica italiana in gara, terminando ventunesima nella gara individuale con 2435 punti. Suo figlio, Herik Candotti, anche lui arciere, è stato campione italiano e detentore del record italiano junior indoor.